# Duang Jai Akkanee
Duang Jai Akkanee (tailandés: ดวงใจอัคนี, inglés: Akkanee's Heart), es una serie de televisión tailandesa transmitida del 5 de  noviembre del 2010 hasta el 26 de noviembre del 2010 por medio de la cadena Channel 3.
La serie es la segunda entrega del drama "Hua Jai Haeng Khun Khao" (4 Hearts of the Mountain).

## Sinopsis
Debido a un conflicto nacido entre sus padres años atrás, Akkanee "Fai" Adisuan y Ajjima "Jeed" Posawat, han sido enemigos desde que eran niños y cada vez que se encuentran parecen no llevarse bien y terminan discutiendo. El límite entre las granjas de sus familias es dividido por una valla blanca, sus padres constantemente se encuentran en disputas para probar quién es el mejor y sus hermanos frecuentemente se encuentran luchando. 
Sin embargo, bajo la aparente dureza de Akkanee y Ajjima, secretamente en realidad se preocupan el uno del otro, y poco a poco se enamoran. Aunque al inicio ninguno quiere aceptar que está enamorado del otro, finalmente lo hacen, sin embargo debido a la situación de sus familias no pueden estar juntos libremente.
Pronto ambos tienen que enfrentarse a diversos obstáculos que irán apareciendo para poder estar juntos, entre ellos Kraipope, un hombre que quiere tener a Jeed y estafar a su padre; Milk, una joven ruidosa que está enamorada de Fai y quiere seguirlo a todos lados; Preuk, un joven empresario que muestra interés en Jeed y la gran barrera de odio que existe entre las dos familias.
Con la ayuda de sus dos hermanos Dim y Lom, pronto Akkanee hará lo posible para demostrarle a todos que el amor que se tienen él y Jeed puede superar el conflicto que existe entre sus padres.

## Reparto

### Personajes principales
| Actor              | Personaje                      | Ocupación                  | Número de episodios | Duración |
| ------------------ | ------------------------------ | -------------------------- | ------------------- | -------- |
| Nadech Kugimiya    | Akkanee "Fai" Adisuan          | Agricultor                 | 12                  | 2010     |
| Urassaya Sperbund  | Ajjima "Jeed" Potsawat-Adisuan | Agricultora                | 12                  | 2010     |
| Prin Suparat       | Pathapee "Din" Adisuan         | Dueño del Resort "Tararin" | 12                  | 2010     |
| Pakorn Chatborirak | Wayupak "Lom" Adisuan          | Dueño del Viñedo "Sailom"  | 12                  | 2010     |

### Personajes secundarios
| Actor                        | Personaje             | Ocupación                            | Número de episodios | Duración |
| ---------------------------- | --------------------- | ------------------------------------ | ------------------- | -------- |
| Metanee "Nino" Buranasiri    | Pisarn "San" Potsawat | Padre de Jeed y Sila                 | 12                  | 2010     |
| Sumonthip "Kubkib" Leungutai | Pachanee "Milk"       | Estilista                            | 12                  | 2010     |
| Santisuk "Noom" Promsiri     | Montree Adisuan       | Padre de Fai, Dim y Lom              | 11                  | 2010     |
| Jintara "Mam" Sukapat        | Supansa Adisuan       | Madre de Fai, Dim y Lom              | 11                  | 2010     |
| Krerk Chiller                | P'Noo Tor             | Sastre                               | 11                  | 2010     |
| Chokchai "Boy" Boonworametee | Sila Potsawat         | Hermano de Jeed                      | 11                  | 2010     |
| Jirayu "Got" Thantrakul      | Yai                   | Esposo de Pisarn / Amigo de Jeed     | 11                  | 2010     |
| Panthila "Air" Fuklin        | Pimnapa "Peemai"      | Esposa de Yai / Amiga de Fai         | 11                  | 2010     |
| Ronadech "Nam" Wongsaroj     | Preuk                 | Dueño del Hotel / Prometido de Milk  | 11                  | 2010     |
| Benjapol "Golf" Cheuyaroon   | Sak                   | Empleado de los Adisuan              | 10                  | 2010     |
| Panomkorn "San" Tungtatsawat | Kraipope "Krai"       | Socio de Sila                        | 10                  | 2010     |
| -                            | Khem                  | Supervisor / Empleado de los Adisuan | 6                   | 2010     |
| Kluay Chernyim               | Hia Pon               | Dueño de. Restaurante                | 4                   | 2010     |

### Apariciones especiales
| Actor                         | Personaje                      | Ocupación | Número de episodios | Duración |
| ----------------------------- | ------------------------------ | --------- | ------------------- | -------- |
| Kimberly Ann Voltemas         | Tipthara "Nam" Adisuan-Rajaput | Doctora   | 2                   | 2010     |
| Chalida "Mint" Vijitvongthong | Cha-Aim Vongvanitsakunkit      | -         | 1                   | 2010     |

### Otros personajes
| Actor | Personaje     | Ocupación                                | Número de episodios | Duración |
| ----- | ------------- | ---------------------------------------- | ------------------- | -------- |
| -     | John          | Empleado de los Potsawat / Amigo de Sila | 11                  | 2010     |
| -     | Singh         | Empleado de los Potsawat / Amigo de Sila | 11                  | 2010     |
| -     | Perm          | Padre de Kem                             | 5                   | 2010     |
| -     | Bopha         | Empleada de los Adisuan                  | 5                   | 2010     |
| -     | Jantoo        | Empleada de los Adisuan                  | 5                   | 2010     |
| -     | Khambab Thong | Padre de Milk                            | 2                   | 2010     |
| -     | Hai Moo       | Narcotraficante / Apostador              | 2                   | 2010     |
| -     | Saowarot      | Madre de Pimnapa                         | 2                   | 2010     |
| -     | Saiparn       | Enfermera                                | 2                   | 2010     |
| -     | Ekkasak "Ek"  | Abogado                                  | 1                   | 2010     |
| -     | Wut           | Gerente de un Resort                     | 1                   | 2010     |
| -     | Khun Jakkrit  | Conocido de los Adisuan y Potsawat       | 1                   | 2010     |
| -     | Chai          | Empleado de los Potsawat                 | 1                   | 2010     |

## Episodios
La serie estuvo conformada por 10 episodios, los cuales fueron emitidos cada viernes a las 20:30, y los sábados y domingos a las 20:15 a través de Channel 3.

## Premios y nominaciones
| Año  | Categoría                       | Premio                      | Nominado (a)                        | Resultado |
| ---- | ------------------------------- | --------------------------- | ----------------------------------- | --------- |
| 2011 | Best On Screen Couple           | Ooops Magazines Award       | Nadech Kugimiya y Urassaya Sperbund | Ganaron   |
| 2011 | Rising Star Actress of the Year | Daradaily the Great Award   | Urassaya Sperbund                   | Ganó      |
| 2011 | Seventeen Choice Hottie Male    | Seventeen Teen Choice Award | Nadech Kugimiya                     | Ganó      |
| 2011 | Seventeen Choice Hottie Female  | Seventeen Teen Choice Award | Urassaya Sperbund                   | Ganó      |
| 2011 | Best Rising Star Dramas Actress | Siam Dara Star Award        | Urassaya Sperbund                   | Ganó      |
| 2011 | Hot Boy of the Year             | Bang Award                  | Nadech Kugimiya                     | Ganó      |
| 2010 | Male Heartthrob                 | OK Award                    | Nadech Kugimiya                     | Ganó      |
| 2010 | Top Talk About Actress          | Mthai Top Talk Award        | Urassaya Sperbund                   | Ganó      |
| 2010 | Male Rising Star                | TV3 Fanclub Award           | Nadech Kugimiya                     | Ganó      |
| 2010 | Female Rising Star              | TV3 Fanclub Award           | Urassaya Sperbund                   | Ganó      |
| 2010 | Male Rising Star                | Seesan Entertain Award      | Nadech Kugimiya                     | Ganó      |
| 2010 | Female Rising Star              | Seesan Entertain Award      | Urassaya Sperbund                   | Ganó      |
| 2010 | Best Rising Star Drama Actor    | Top Award                   | Nadech Kugimiya                     | Ganó      |
| 2010 | Best Rising Star Drama Actress  | Top Award                   | Urassaya Sperbund                   | Ganó      |

## Producción
La serie fue dirigida por Yuthana Lorphanpaibul y escrita por Parada Kantapathanakul.
Contó con el apoyo de la compañía de producción "No Problem" y fue distribuida por Channel 3 (Thai TV 3).

### Música
El tema de apertura es Hai Ruk Dern Tang Ma Jer Gun (Let Love Meet) de Pop Calories Blah Blah & Bowling Manida, mientras que la música de cierre fue Ter Keu Duangjai Kong Chun (You're My Heart) de Aof Pongsak Rattanapong.